# Лидер фун ди гетос ун лагерн
Лидер фун ди гетос ун лагерн (идиш לידער פֿון די געטאָס און לאַגערן‎ — Песни гетто и лагерей) — антология песенной поэзии, записанной еврейским писателем Шмерке Качергинским в 1942-1943 годах во время заключения в Виленском гетто. Общее количество текстов — 233 (по другим данным — 236), часть из них сопровождается нотными записями (общее количество зафиксированных мелодий — 100). Книга признана самым полным сборником «песен Холокоста».

## Общие данные
Песни, включённые в сборник, очень разнообразны по месту происхождения: Вильнюс, Каунас, Лодзь, Белосток, Шяуляй, Аушвиц, однако записаны Качергинским они были именно в Вильнюсском гетто и позже, после Второй мировой войны, в Лодзи совместно с Давидом Ботвиником.
Впервые книга была издана в Нью-Йорке в 1948 году (соавтором указан Г. Лейвик, однако он быль лишь редактором сборника), второе издание вышло в свет там же в 2003.
Номер оригинального издания по классификации Библиотеки Конгресса США — D745.7.Y5 K3; контрольный номер Библиотеки Конгресса — a 51003059.

## Авторство
Известно, что среди композиторов, написавших музыку для ряда песен, представленных в сборнике, были:
- А. Брудно[12];
- Я. Кримски[13];
- Д. Бейгельман[6];
- М. Векслер и др.

## Известные песни
- Гето лэбм («Жизнь гетто») — зафиксирована в сборнике дважды: стр.125-127 и 128—129. Стихи, наложенные на народную еврейскую музыку, описывают различные события лагерной жизни. Жанр — сатира, автор слов неизвестен[14].
- Идиш танго («Еврейское танго») — стала популярна с другим текстом под названием Шпил же мир а лидэлэ ин идиш (Спой же мне песенку по-еврейски). Авторы стихов и музыки неизвестны[15].
- Йид, ду партизанер («Еврей, ты партизан») — слова приведены на стр. 351, музыка — на стр. 428; также известна как Вэлдер зинген («Поют леса»)[16].
- Дос элнтэ кид («Одинокое дитя») — записана в 1943 году, исполнена самим Качергинским в лагере для переселенцев в Баварии в 1946 году. Автор слов — Шмерке Качергинский, композитор — Янкл Крымский. Песня посвящена дочери друга поэта — Саре Пупко-Крински, которая выжила в период Холокоста и услышала исполнение песни Качергинским лишь через пятьдесят лет после описываемых событий[13].
- Фрилинг («Весна») — приведена на стр. 70 (стихи) и 379 (музыка). Записана в апреле 1943 года, посвящена умершей незадолго до этого супруге Качергинского Барбаре; мелодия частично заимствует мотив танго. Впоследствии была также опубликована в переводе на английский язык[17]. Слова Ш.Качергинской, музыка — А. Брудно (?—1943/1944)[3].